# Гірки (Камінь-Каширський район)
Гі́рки — село в Україні, у Любешівській селищній громаді Камінь-Каширського району Волинської області. Уперше Гірки згадуються у 1401 році.
Розташоване за 30 км на північний схід від районного центру. Населення становить 778 осіб.

## Історія
Село Гірки у другій половині XIX століття було колишнім власницьким селом у складі Одрижинської волості Кобринського повіту Гродненської губернії. У селі налічувалося 52 двори, мешкало 432 жителі. Діяла православна церква Святого пророка Іллі, котра була освячена 3 листопада 1870 р., а прихід складався з самого села та сусіднього села Мукошин.
У 1905 у селі Гірки проживало вже 1089 осіб.
До 1920 року - у складі Одрижинської волості Кобринського повіту Гродненської губернії.
1 вересня 2011 року відбулося урочисте закладення першого каменя до фундаменту приміщення нової школи.
До 10 серпня 2017 року — адміністративний центр Гірківської сільської ради Любешівського району Волинської області.

## Населення
Згідно з переписом УРСР 1989 року чисельність наявного населення села становила 942 особи, з яких 434 чоловіки та 508 жінок.
За переписом населення України 2001 року в селі мешкало 775 осіб.

### Мова
Розподіл населення за рідною мовою за даними перепису 2001 року:
| Мова       | Відсоток |
| ---------- | -------- |
| українська | 98,97 %  |
| білоруська | 0,64 %   |
| російська  | 0,39 %   |

## Відомі люди

### Народились
- Качула Віктор Володимирович (1959) — заслужений журналіст України (2006), поет-пісняр.
- Кравчук Віктор Оксентійович (1951—2017)  — заслужений юрист України (2000), голова Господарського суду Волинської області (2002—2012).
- Кравчук Петро Авксентійович (1947)  — краєзнавець, автор науково-популярних книг, Почесний громадянин селища Любешів.
- Симонович Феодосія Марківна (1913—1988) — найбагатодітніша мати в Україні.
- Солоха Лідія Федорівна (1932—2011) — першою нагороджена орденом мати-героїня[10].

### Мешканці
- Климович Іван Степанович (13 травня 1920, с. Одрижин Брестської області — 18 січня 1988, с. Гірки Волинської області) — радянський партизан, розвідник у роки радянсько-німецької війни. Пройшов бойовий шлях від Прип'яті до Ельби в Німеччині. Нагороджений орденом Вітчизняної війни II ступеня, медалями. Працював бригадиром у колгоспі, польовим об'їждчиком, лісником, техніком по захисту рослин, начальником пожежно-сторожової охорони.[11]

### Навчалися в Гірках

Заслужена артистка України Ірина Гречко виступає перед земляками у селі Гірки 5 серпня 2018 р.

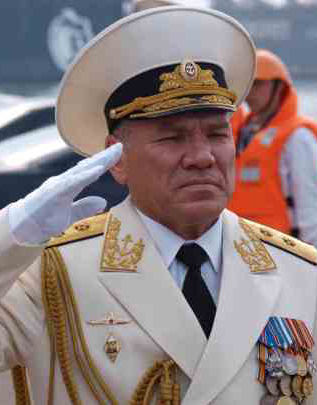
Заслужений юрист України Кравчук Віктор Оксентійович

- Гречко Ірина Олексіївна — українська співачка, заслужена артистка України.